# 朝鲜劳动党中央委员会
朝鲜劳动党中央委员会（朝鲜语：／）是朝鲜劳动党的中央权力机构，经朝鲜劳动党代表大会或党代表会议选举产生。中央委员会由中央政治局、中央政治局常务委员会、中央委员会书记局、中央军事委员会、检查委员会、检阅委员会等组成。會址位於朝鮮勞動黨中央委員會大樓。
最新一届中央委员会经2021年1月5日至12日的朝鲜劳动党第八次代表大会选举产生。

## 现任组成人员

### 最高领导人
- 朝鲜劳动党总书记：金正恩

### 朝鮮勞動黨副书记
- 朝鮮勞動黨副书记：崔龍海、金英哲、黃炳誓

### 中央政治局
- 常务委员会委员：金正恩、崔龙海、朴奉珠
- 委员：金己男、崔泰福、李洙墉、金平海、吴秀容、金英哲、杨亨燮、卢斗哲、朴永植、李明秀、金元弘、朴光浩、朴泰成、太宗秀、安正秀、李容浩
- 候补委员：金秀吉、金能五、任哲雄、赵渊俊、李炳哲、努光铁、李永吉、崔輝、朴泰德、金與正、鄭京澤、郭范基

### 中央政务局
- 委员长：金正恩
- 副委员长：崔龙海
- 委员：金己男、崔泰福、李洙墉、金平海、吴秀容、郭范基、金英哲

### 中央军事委员会
- 委员长：金正恩
- 副委員長：崔龍海
- 委员：朴奉珠、金正角、朴永植、李明秀、金英哲、金元弘、崔富一、金京玉、李永吉、徐洪灿、李炳哲、鄭京澤、張吉城

### 中央委員會部长
崔龙海、金己男、李洙墉、金平海、吴秀容、金英哲、李日焕、安正秀、李哲万、崔相建、李永来、金正任、金仲协、金万成、金勇洙、朴光浩、太宗秀、金勇帥、梁原浩、朱英植、申龍滿

### 中央委員會副部長
- 朝鮮勞動黨中央委員會副部長 ：金與正、朴光浩、朴泰成、太宗秀、朴泰德、安正秀、崔輝、洪承武

### 机关报《劳动新闻》
- 总主编：金炳鎬、李英植

### 中央检阅委员会
- 委员长：洪仁范
- 第一副委员长：郑明鹤
- 副委员长：李得男
- 委员：金荣焕、金锦哲、金勇鲜、金明哲

### 中央检查委员会
- 委员长：崔胜浩、趙淵俊、高铁万、崔成根
- 副委员长：朴明顺

### 中央委員（152人）
金正恩、金才龍、崔龙海、朴奉珠、金己男、崔泰福、李勇武、吴克烈、李明洙、郭范基、吴秀容、金英哲、杨亨燮、金元弘、金平海、朴永植、卢斗哲、崔富一、赵渊俊、金勇进、任哲雄、金德勋、李武荣、李哲万、李日焕、安正秀、崔相建、李永来、金正任、金仲协、金万成、洪仁范、金京玉、李在一、崔辉、李炳哲、金勇洙、赵永元、李英植、金与正、洪承武、朴道春、金永春、玄哲海、李永吉、徐洪灿、金正阁、努光铁、金正宽、尹东弦、金亨龙、赵南镇、廉铁星、赵庆哲、朴正天、尹英植、金洛兼、李勇柱、崔永镐、卫成日、方斗燮、李成国、杨东勋、李泰燮、朴寿日、金相龙、金今哲、金英福、金明男、金松哲、李昌汉、韩昌淳、尹正麟、金城德、李勇焕、卢庆骏、崔英林、洪仙玉、金永浩、赵春龙、金铁万、李洙墉、金万秀、张赫、董正浩、李龙男、金胜斗、张基浩、张哲、金贞淑、金桂冠、金东日、张昌河、李弘燮、李容浩、朱英植、全勇男、张炳奎、张正男、姜弼勋、金秀吉、朴泰成、姜阳模、金能五、朴英浩、朴泰德、金在龙、朴正南、全胜勋、金成日、李相元、林景万、太钟洙、李光哲、全景善、吴文贤、朴重根、崔英德、李忠植、高炳贤、李凤德、郑仁国、崔明哲、太亨彻、洪舒宪、全日浩、金正植、金明食、崔頭用、李周年、全光虎、高人虎、崔東明、梁原浩、金光赫、洪英七、金明吉、金頭日、梁正勛、李希勇、許鐵勇、金成男、申永铁、孙哲珠、张吉成、金昌鲜、郑荣国、李斗星

### 中央候补委员（142人）
全日春、郑明鹤、金熙泽、姜冠日、金胜渊、尹东哲、董永日、韩光相、李凤春、宋锡元、姜淳南、宋英健、高明洙、金光秀、许成日、李英哲、李撤、金光赫、许永春、孙哲柱、张东云、车庆日、吴琴铁、康基燮、李国俊、宋骏涉、文明学、金勇光、姜宗冠、李学哲、李春三、高吉善、韩龙国、李钟国、金在成、金光哲、权成浩、崔日龙、赵英哲、姜英哲、奇光浩、金景俊、姜英秀、文应兆、姜河国、朴春南、李宗茂、李忠吉、金千钧、王昌玉、柳哲宇、白峰善、朴元学、李慧正、安东春、李川花、黄顺姬、朱奎昌、金斗日、姜凤勋、李承浩、朱永吉、李明吉、金正顺、姜允石、申运学、金亨俊、池在龙、车熙林、姜炯奉、金东日、尹在学、朴昌范、咸世镇、吴春英、车镇顺、崔凤浩、郑梦弼、李昌吉、张敬哲、李成权、杨胜浩、宋广哲、赵贤文、金忠杰、韩成南、宋基哲、崔灿干、金光南、明松哲、林春成、李亨根、张明学、金胜日、郑日万、金明植、金哲洙、明善英、许光日、李民哲、申龍滿、劉進、申勇哲、張吉城、朱誠男、林光雄、張龍植、金勇浩、賢松月、馬園春、廉鐵秀、宋春燮、張俊尚、金英才、金春道、金昌光、金英規、趙准毛、申英哲、金昌叶、張春實、朴哲民、朴文浩、崔勝龍、崔落賢、許峰日、金光英、孫太哲、金炳鎬、李善权、洪正得、石尚原、张吉龙、朴勋、高奇哲、安明建、高明哲、金鲜旭、洪万浩、金哲夏、金勇九、金铁龙、金日国

## 关联条目
- 朝鲜劳动党
- 朝鲜劳动党全国代表大会
- 朝鲜劳动党第八次代表大会
- 朝鲜劳动党第八届中央委员会